# Regeringen Brown

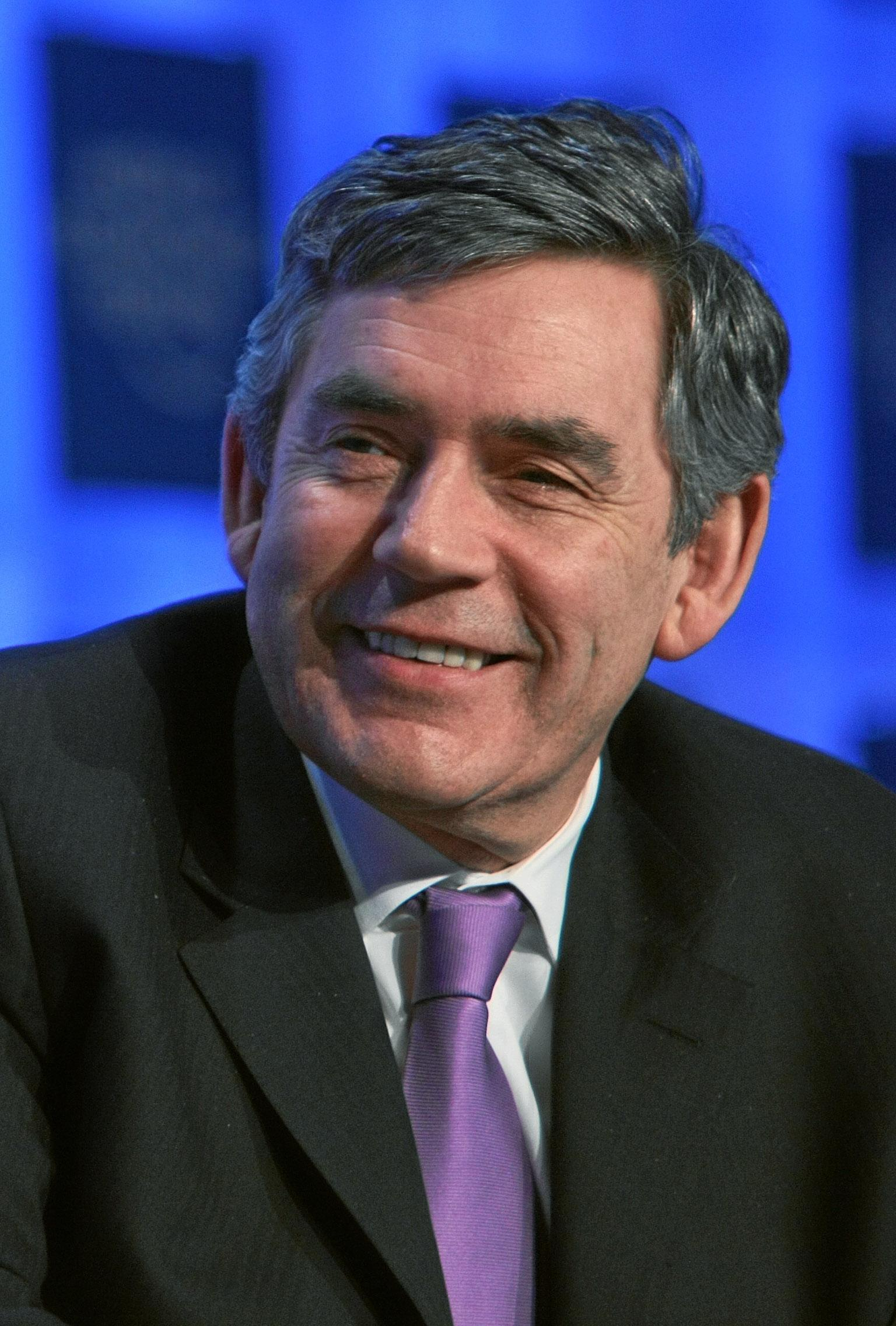
Gordon Brown

Regeringen Brown var Storbritanniens regering (Cabinet of the United Kingdom) från 27 juni 2007 till 11 maj 2010. Regeringen bestod av representanter för Labourpartiet och leddes av premiärminister Gordon Brown. Den 5 juni 2009 utnämndes Peter Mandelson till den tidigare obesatta posten som biträdande premiärminister, First Secretary of State.
Regeringen Brown ombildades tre gånger, 24 januari 2008, 3 oktober 2008 och 5 juni 2009. Finansminister Alistair Darling, utrikesminister David Miliband och justitieminister Jack Straw hör till de ministrar som innehade samma portfölj under hela ministärens mandatperiod. Den 3 oktober 2008 tillkom posten energi- och klimatförändringsminister och den 5 juni 2009 slogs närings- och högskoleministerns portföljer samman. 

## Regeringen Browns sammansättning
Utöver de ministrar som nämns i denna tabell har ytterligare några politiska ämbetsmän rätt att delta vid regeringssammanträdena. Bland de ämbeten som tidvis ingått i regeringen hör till exempel attorney general (motsvarar svensk justitiekansler), ett mindre antal minister of state (motsvarar svenska statssekreterare) samt Under- och Överhusets Chief Whip (chefsinpiskare). 
| Ämbete | Namn | Ministerium |
| --- | --- | --- |
| Prime Minister (Premiärminister) | Gordon Brown | Cabinet Office |
| First Lord of the Treasury (Förste skattkammarlord), Minister for the Civil Service                                                                                               | Gordon Brown | Cabinet Office |
| Minister for the Cabinet Office (Minister på premiärministerns kontor) | Ed Miliband t.o.m. 3 oktober 2008 Liam Byrne 3 oktober 2008 - 5 juni 2009 Tessa Jowell fr.o.m. 5 juni 2009       | Cabinet Office |
| Chancellor of the Exchequer (Finansminister) | Alistair Darling                                                                                                 | HM Treasury |
| Chief Secretary to the Treasury (Biträdande finansminister) | Andy Burnham t.o.m. 24 januari 2008 Yvette Cooper 24 januari 2008 - 5 juni 2009 Liam Byrne fr.o.m. 5 juni 2009   | HM Treasury |
| Secretary of State for Foreign and Commonwealth Affairs (Utrikesminister) | David Miliband                                                                                                   | Foreign and Commonwealth Office |
| Secretary of State for Justice (Justitieminister) | Jack Straw | Ministry of Justice |
| Lord Chancellor (Lordkansler) | Jack Straw | Ministry of Justice |
| Secretary of State for the Home Department (Inrikesminister) | Jacqui Smith t.o.m. 5 juni 2009 Alan Johnson fr.o.m. 5 juni 2009                                                 | Home Office |
| Secretary of State for Defence (Försvarsminister) | Des Browne t.o.m. 3 oktober 2008 John Hutton 3 oktober 2008 - 5 juni 2009 Bob Ainsworth fr.o.m. 5 juni 2009      | Ministry of Defence |
| Secretary of State for Health (Hälsominister) | Alan Johnson t.o.m. 5 juni 2009 Andrew Burnham fr.o.m. 5 juni 2009                                               | Department of Health |
| Secretary of State for Environment, Food and Rural Affairs (Miljö- och jordbruksminister)                                                                                         | Hilary Benn | Department for Environment, Food and Rural Affairs                                                                                             |
| Secretary of State for International Development (Biståndsminister) | Douglas Alexander                                                                                                | Department for International Development |
| Secretary of State for Business, Enterprise and Regulatory Reform t.o.m. 5 juni 2009 Secretary of State for Business, Innovation and Skills (Näringsminister) fr.o.m. 5 juni 2009 | John Hutton t.o.m. 3 oktober 2008 Peter Mandelson fr.o.m. 3 oktober 2008                                         | Department of Business, Enterprise and Regulatory Reform t.o.m. 5 juni 2009 Department for Business, Innovation and Skills fr.o.m. 5 juni 2009 |
| President of the Board of Trade | John Hutton t.o.m. 3 oktober 2008 Peter Mandelson fr.o.m. 3 oktober 2008                                         | Department of Business, Enterprise and Regulatory Reform t.o.m. 5 juni 2009 Department for Business, Innovation and Skills fr.o.m. 5 juni 2009 |
| Secretary of State for Innovation, Universities and Skills t.o.m. 6 juni 2009 (Högskole- och forskningsminister)                                                                  | John Denham | Department for Innovation, Universities and Skills t.o.m. 6 juni 2009                                                                          |
| Secretary of State for Energy and Climate Change (Energi- och klimatförändringsminister) fr.o.m. 3 oktober 2008                                                                   | Ed Miliband | Department of Energy and Climate Change |
| Secretary of State for Work and Pensions (Arbets- och pensionsminister) | Peter Hain t.o.m. 24 januari 2008 James Purnell 24 januari 2008 - 4 juni 2009 Yvette Cooper fr.o.m. 5 juni 2009  | Department for Work and Pensions |
| Secretary of State for Transport (Transportminister) | Ruth Kelly t.o.m. 3 oktober 2008 Geoff Hoon 3 oktober 2008 - 5 juni 2009 Andrew Adonis fr.o.m. 5 juni 2009       | Department for Transport |
| Secretary of State for Communities and Local Government (Kommunminister) | Hazel Blears t.o.m. 5 juni 2009 John Denham fr.o.m. 5 juni 2009                                                  | Department for Communities and Local Government                                                                                                |
| Secretary of State for Children, Schools and Families (Barn-, skol- och familjeminister)                                                                                          | Ed Balls | Department for Children, Schools and Families                                                                                                  |
| Secretary of State for Culture, Media and Sport (Kulturminister) | James Purnell t.o.m. 24 januari 2008 Andy Burnham 24 januari 2008 - 5 juni 2009 Ben Bradshaw fr.o.m. 5 juni 2009 | Department for Culture, Media and Sport |
| Secretary of State for Scotland (Minister för Skottland) | Des Browne t.o.m. 3 oktober 2008 Jim Murphy fr.o.m. 3 oktober 2008                                               | Scotland Office |
| Secretary of State for Wales (Minister för Wales) | Peter Hain t.o.m. 24 januari 2008 Paul Murphy 24 januari 2008 - 5 juni 2009 Peter Hain fr.o.m. 5 juni 2009       | Wales Office |
| Secretary of State for Northern Ireland (Minister för Nordirland) | Shaun Woodward                                                                                                   | Northern Ireland Office |
| Leader of the House of Commons (Underhusledare) | Harriet Harman                                                                                                   | Office of the Leader of the House of Commons                                                                                                   |
| Lord Privy Seal | Harriet Harman                                                                                                   | Office of the Leader of the House of Commons                                                                                                   |
| Minister for Women and Equality | Harriet Harman                                                                                                   | Government Equalities Office |
| Leader of the House of Lords (Överhusledare) | Catherine Ashton t.o.m. 2 oktober 2008 Janet Royall fr.o.m. 2 oktober 2008                                       | Office of the Leader of the House of Lords |